# Digerberget (naturreservat, Leksands kommun)
Digerberget är ett naturreservat som omfattar berget med samma namn i Tällberg, Leksands kommun, i Dalarnas län.
Området är naturskyddat sedan 1998 och är 6 hektar stort. Reservatet består av hällmarkstallskog högst upp och granskog längre ner.